# Illumination (société de production de films)
Pour la filiale française, voir Illumination Studios Paris. Pour les homonymes, voir Illumination.
Illumination est une société de production cinématographique américaine créé en 2007 par Chris Meledandri. Il s'agit d'une filiale indépendante d'Universal Pictures basée à Santa Monica en Californie.
L'entreprise est connue pour des longs métrages d'animation comme la saga Moi, moche et méchant, Les Minions, Super Mario Bros., le film, Comme des bêtes, Le Grinch et Migration.
Une grande partie des projets est réalisée par la filiale Illumination Studios Paris.

## Historique
Le studio est créé par Chris Meledandri en 2007, développé par le studio français Mac Guff Ligne, à Paris. Chris Meledandri travaillait avant pour Blue Sky Studios. Il a été le producteur exécutif des deux premiers films L'Âge de glace et de Horton. Illumination fut racheté par Universal Pictures à la sortie de Moi, moche et méchant, troisième plus gros succès de 2010. Chris Meledandri devient le chef du studio en 2011. L'entreprise rachète la partie animation de Mac Guff Ligne et fonde la société Illumination Mac Guff, qui devient Illumination Studios Paris en 2021.

## Filmographie

### Longs métrages
- 2010 : Moi, moche et méchant (Despicable Me)
- 2011 : Hop
- 2012 : Le Lorax (The Lorax)
- 2013 : Moi, moche et méchant 2 (Despicable Me 2)
- 2015 : Les Minions (Minions)
- 2016 : Comme des bêtes (The Secret Life of Pets)
- 2016 : Tous en scène (Sing)
- 2017 : Moi, moche et méchant 3 (Despicable Me 3)
- 2018 : Le Grinch (The Grinch)
- 2019 : Comme des bêtes 2 (The Secret Life of Pets 2)
- 2021 : Tous en scène 2 (Sing 2)
- 2022 : Les Minions 2 : Il était une fois Gru (Minions: The Rise of Gru)
- 2023 : Super Mario Bros., le film (The Super Mario Bros. Movie)
- 2023 : Migration
- 2024 : Moi, moche et méchant 4 (Despicable Me 4)

Projets (sous réserves) :
- 2026 : Super Mario Bros., le film 2 (The Super Mario Bros. Movie 2)[1]
- 2026 : Les Minions 3 (Minions 3)[2]
- Comme des bêtes 3 (The Secret Life of Pets 3)[3]
- Tous en scène 3 (Sing 3)[4]
- Big Three[5]
- un film en collaboration avec Pharrell Williams[6]

### Courts métrages
- 2010 : Changement de look (Home Makeover)
- 2010 : Banane (Banana)
- 2010 : Le Jour de l'orientation (Orientation Day)
- 2011 : Brad and Gary
- 2011 : Don't Let the Pigeon Stay Up Late!
- 2012 : Phil's Dance Party
- 2012 : Despicable Me: Minion Mayhem 3D
- 2012 : Forces Of Nature
- 2012 : Wagon-Ho
- 2012 : Serenade
- 2013 : Panic In The Mailroom
- 2013 : Training Wheels
- 2013 : Puppy
- 2013 : Tree Lighting Ceremony
- 2015 : Competition
- 2015 : Binky Nelson Unpacified
- 2015 : Cro Minion
- 2015 : The Holiday Greeting
- 2016 : Minions en herbe
- 2016 : Happy Holidays from Sing
- 2016 : Weenie
- 2016 : Norman Television
- 2018 : Yellow Is the New Black
- 2018 : Les Lutins du père Noël
- 2018 : Les Chaudes Journées d'hiver
- 2019 : Minion Scouts
- 2019 : Super Gidget
- 2023 : Mooned
- 2024 : Tous en scène : Thriller (Sing: Thriller)

## Box-office
| Titre                                 | Année | Budget        | Recettes Monde  | Entrées France    | Rentabilité |
| ------------------------------------- | ----- | ------------- | --------------- | ----------------- | ----------- |
| Super Mario Bros., le film            | 2023  | 100 000 000 $ | 1 362 992 475 $ | 7 359 395 entrées | 1362 %      |
| Les Minions                           | 2015  | 74 000 000 $  | 1 159 457 503 $ | 6 588 715 entrées | 1567 %      |
| Moi, moche et méchant 3               | 2017  | 80 000 000 $  | 1 034 800 131 $ | 5 637 548 entrées | 1380 %      |
| Moi, moche et méchant 2               | 2013  | 76 000 000 $  | 971 066 005 $   | 4 655 036 entrées | 1277 %      |
| Moi, moche et méchant 4               | 2024  | 100 000 000 $ | 965 216 975 $   | 4 384 189 entrées | 958 %       |
| Les Minions 2 : Il était une fois Gru | 2022  | 85 000 000 $  | 940 203 765 $   | 3 962 359 entrées | 1106 %      |
| Comme des bêtes                       | 2016  | 75 000 000 $  | 885 398 161 $   | 3 745 575 entrées | 1167 %      |
| Tous en scène                         | 2016  | 75 000 000 $  | 634 338 409 $   | 3 526 954 entrées | 845 %       |
| Moi, moche et méchant                 | 2010  | 69 000 000 $  | 543 284 256 $   | 3 008 069 entrées | 787 %       |
| Le Grinch                             | 2018  | 75 000 000 $  | 540 029 016 $   | 2 362 574 entrées | 720 %       |
| Comme des bêtes 2                     | 2019  | 80 000 000 $  | 431 164 459 $   | 2 271 152 entrées | 538 %       |
| Tous en scène 2                       | 2021  | 85 000 000 $  | 408 402 685 $   | 2 675 459 entrées | 480 %       |
| Le Lorax                              | 2012  | 70 000 000 $  | 348 061 366 $   | 611 658 entrées   | 499 %       |
| Migration                             | 2023  | 72 000 000 $  | 299 996 997 $   | 1 768 047 entrées | 415 %       |
| Hop                                   | 2011  | 63 000 000 $  | 183 953 723 $   | 572 334 entrées   | 292 %       |